# Isorhapontigenina
La isorhapontigenina es un compuesto químico que posee la fórmula C
15H
14O
4, desde el punto de vista químico es un estilbenoide tetrahidroxilado y con un grupo metoxilo. Es un isómero de la rapontigenina y un análogo del resveratrol. Se puede encontrar en la hierba china Gnetum cleistostachyum, en Gnetum parvifolium y en las semillas de la palma Aiphanes aculeata.
De las lianas de Gnetum hainanense se puede aislar un tetrámero de isorhapontigenina,  la gnetuhainina R.
El glucósido de isorhapontigenina llamado isorhapontina, puede encontrarse en Picea abies), Picea sitchensis y Picea glauca).